# Isla Air Force
La isla Air Force o isla de la Fuerza Aérea es una de las islas del Archipiélago ártico canadiense localizada en la cuenca Foxe, frente a la costa suroeste de isla de Baffin, a unos 20 km; al oeste tiene a unos 12 km la isla del Príncipe Carlos y algo más al norte la isla Foley. Tiene una superficie de 1.720 km² y está deshabitada. 
Administrativamente, forma parte de la Región Qikiqtaaluk del territorio autónomo de Nunavut, Canadá.
La existencia de la isla fue conocida por primera vez en 1948 —al igual que las vecinas islas del Príncipe Carlos y Foley— en un vuelo de un Avro Lancaster de la Real Fuerza Aérea Canadiense (RFAC), por el miembro de la tripulación, Albert-Ernest Tomkinson. La isla fue nombrada así en reconocimiento al papel de la RFAC el papel del descubrimiento de las islas del Ártico canadiense.

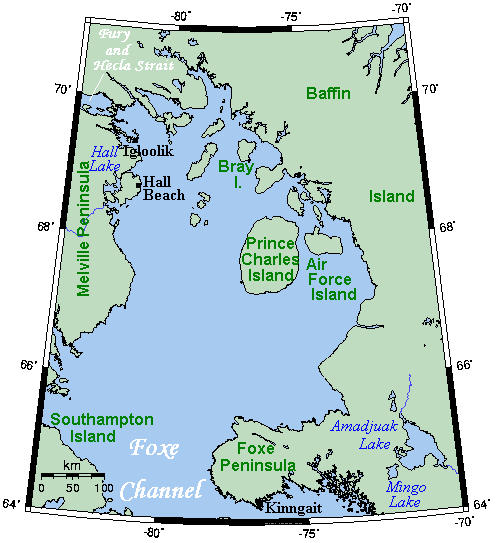
Mapa de la cuenca Foxe, con la isla Air Force en la parte central izquierda.